# 黄建盛
黄建盛（1957年9月—），男，江西东乡人，中华人民共和国政治人物。江西行政管理干部学院农业经济管理专业毕业，中共中央党校法学理论专业在职研究生学历。曾任黑龙江省政协主席、党组书记。第八届全国政协委员。中共十六大、十七大、十八大代表。

## 生平
1974年12月参加工作，1976年9月加入中国共产党。历任中共万安县委副书记、县长，共青团江西省委副书记、书记，中共宜春地委副书记，中共上饶地委副书记、行署专员，中共上饶市委副书记、市长，中共鷹潭市委書記、市人大常委会主任，中共吉安市委书记等职。
2007年12月，调任黑龙江省人民政府副省长。2008年6月，任中共黑龙江省委常委，並兼任省委政法委书记。2012年4月，改兼省纪委书记。2012年11月，当选中国共产党第十八届中央纪律检查委员会委员。2016年5月，任中共黑龙江省委专职副书记。2017年1月，当选黑龙江省政协副主席。2018年1月，当选第十三届全国政协委员。2018年1月至2023年1月，任黑龙江省政协主席。